# Rune Hauge

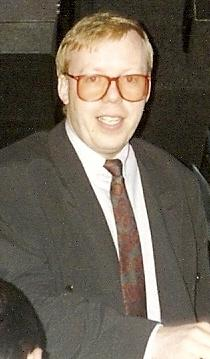
Rune Hauge (1993)

Rune Hauge (ur. 23 kwietnia 1954) – norweski menadżer piłkarski oraz brydżysta, World International Master (WBF), European Champion w kategorii Mixed (EBL).

## Działalność menadżerska w piłce nożnej
W piłce angielskiej Hauge jest głównie znany z reprezentowania Johna Jensena oraz Påla Lydersena podczas załatwiania ich transferów do Arsenalu Londyn na początku lat 90. Ówczesnemu managerowi „Kanonierów” George’owi Grahamowi zarzucano wzięcie łapówki w wysokości 425 tys. funtów za podpisanie kontraktu z zawodnikami. Został on później zawieszony na rok po tym, jak przyznał, że otrzymał „dobrowolny upominek”.
Hauge został przez FIFA w 1995 roku pozbawiony praw wykonywania zawodu managera piłkarskiego, ale wyrok został później złagodzony do zawieszenia na okres dwóch lat. Po odzyskaniu licencji, zaczął reprezentować interesy kilku norweskich piłkarzy takich, jak Steffen Iversen, Eirik Bakke czy Ole Gunnar Solskjær. Hauge brał również udział w transferze Rio Ferdinanda z West Ham United F.C. do Leeds United.
W 2005 był zamieszany w porachunki transferowe o Johna Obi Mikela między Manchesterem United a Chelsea.
Jednym z obecnych klientów Hauge jest norweski pomocnik Blackburn Rovers Morten Gamst Pedersen.

## Wyniki brydżowe

### Olimpiady
Na olimpiadach uzyskał następujące rezultaty:
| Olimpiady brydżowe. Zawody teamów | Olimpiady brydżowe. Zawody teamów | Olimpiady brydżowe. Zawody teamów | Olimpiady brydżowe. Zawody teamów | Olimpiady brydżowe. Zawody teamów | Olimpiady brydżowe. Zawody teamów |
| Rok                               | Miejsce                           | Zawody                            | Kategoria                         | Drużyna                           | Pozycja                           |
| --------------------------------- | --------------------------------- | --------------------------------- | --------------------------------- | --------------------------------- | --------------------------------- |
| 2004                              | Stambuł                           | 12. Olimpiada Teamów              | Open                              | Norway                            | 17                                |

### Zawody światowe
W światowych zawodach zdobył następujące lokaty:
| Mistrzostwa Świata. Konkurencja teamów | Mistrzostwa Świata. Konkurencja teamów | Mistrzostwa Świata. Konkurencja teamów          | Mistrzostwa Świata. Konkurencja teamów | Mistrzostwa Świata. Konkurencja teamów | Mistrzostwa Świata. Konkurencja teamów |
| Rok                                    | Miejsce                                | Zawody                                          | Kategoria                              | Drużyna                                | Pozycja                                |
| -------------------------------------- | -------------------------------------- | ----------------------------------------------- | -------------------------------------- | -------------------------------------- | -------------------------------------- |
| 2014                                   | Sanya                                  | 14. Seria Mistrzostw Świata                     | Open                                   | Hauge                                  | 78                                     |
| 2014                                   | Sanya                                  | 14. Seria Mistrzostw Świata                     | Miksty                                 | Hauge                                  | 17                                     |
| 2012                                   | Lille                                  | 5. Otwarte Mistrzostwa Świata Teamów Mikstowych | Miksty                                 | Hauge                                  | 28                                     |
| 2010                                   | Filadelfia                             | 13. Seria Mistrzostw Świata                     | Open                                   | Hauge                                  | 65                                     |
| 2010                                   | Filadelfia                             | 13. Seria Mistrzostw Świata                     | Miksty                                 | Hauge                                  | 4                                      |
| 2006                                   | Werona                                 | 12. Mistrzostwa Świata                          | Open                                   | Hauge                                  | 65                                     |
| 2001                                   | Paryż                                  | 35. Mistrzostwa Świata Teamów                   | Trans                                  | Durmus                                 | 22                                     |

| Mistrzostwa Świata. Konkurencja par | Mistrzostwa Świata. Konkurencja par | Mistrzostwa Świata. Konkurencja par | Mistrzostwa Świata. Konkurencja par | Mistrzostwa Świata. Konkurencja par | Mistrzostwa Świata. Konkurencja par |
| Rok                                 | Miejsce                             | Zawody                              | Kategoria                           | Partner                             | Pozycja                             |
| ----------------------------------- | ----------------------------------- | ----------------------------------- | ----------------------------------- | ----------------------------------- | ----------------------------------- |
| 2014                                | Sanya                               | 14. Seria Mistrzostw Świata         | Open                                | Erik Saelensminde                   | 25                                  |
| 2014                                | Sanya                               | 14. Seria Mistrzostw Świata         | Miksty                              | Anna Malinowski                     | 96                                  |
| 2010                                | Filadelfia                          | 13. Mistrzostwa Świata              | Miksty                              | Anna Malinowski                     | 271                                 |
| 2010                                | Filadelfia                          | 13. Mistrzostwa Świata              | Open                                | Anna Malinowski                     | 79                                  |
| 2006                                | Werona                              | 12. Mistrzostwa Świata              | Open                                | Jan Petter Svendsen                 | 246                                 |
| 2006                                | Werona                              | 12. Mistrzostwa Świata              | Miksty                              | Suzanne Cohen                       | 444                                 |

### Zawody europejskie
W europejskich zawodach zdobył następujące lokaty:
| Zawody europejskie. Konkurencja teamów | Zawody europejskie. Konkurencja teamów | Zawody europejskie. Konkurencja teamów | Zawody europejskie. Konkurencja teamów | Zawody europejskie. Konkurencja teamów | Zawody europejskie. Konkurencja teamów |
| Rok                                    | Miejsce                                | Zawody                                 | Kategoria                              | Drużyna                                | Pozycja                                |
| -------------------------------------- | -------------------------------------- | -------------------------------------- | -------------------------------------- | -------------------------------------- | -------------------------------------- |
| 2013                                   | Ostenda                                | 6. Otwarte Mistrzostwa Europy          | Open                                   | Hauge                                  | 41                                     |
| 2013                                   | Ostenda                                | 6. Otwarte Mistrzostwa Europy          | Miksty                                 | Hauge                                  | 5                                      |
| 2009                                   | San Remo                               | 4. Otwarte Mistrzostwa Europy          | Open                                   | Hauge                                  | 108                                    |
| 2009                                   | San Remo                               | 4. Otwarte Mistrzostwa Europy          | Miksty                                 | Hauge                                  | 1                                      |
| 2007                                   | Antalya                                | 3. Otwarte Mistrzostwa Europy          | Open                                   | Hauge                                  | 49                                     |
| 2007                                   | Antalya                                | 3. Otwarte Mistrzostwa Europy          | Miksty                                 | Hauge                                  | 9                                      |
| 2005                                   | Teneryfa                               | 2. Otwarte Mistrzostwa Europy          | Open                                   | Hauge                                  | 77                                     |
| 2005                                   | Teneryfa                               | 2. Otwarte Mistrzostwa Europy          | Miksty                                 | Hauge                                  | 17                                     |
| 2003                                   | Mentona                                | 1. Otwarte Mistrzostwa Europy          | Open                                   | Hauge                                  | 127                                    |
| 2003                                   | Mentona                                | 1. Otwarte Mistrzostwa Europy          | Miksty                                 | Hauge                                  | 3                                      |

| Zawody europejskie. Konkurencja par | Zawody europejskie. Konkurencja par | Zawody europejskie. Konkurencja par | Zawody europejskie. Konkurencja par | Zawody europejskie. Konkurencja par | Zawody europejskie. Konkurencja par |
| Rok                                 | Miejsce                             | Zawody                              | Kategoria                           | Partner                             | Pozycja                             |
| ----------------------------------- | ----------------------------------- | ----------------------------------- | ----------------------------------- | ----------------------------------- | ----------------------------------- |
| 2013                                | Ostenda                             | 6. Otwarte Mistrzostwa Europy       | Open                                | Jan Petter Svendsen                 | 76                                  |
| 2013                                | Ostenda                             | 6. Otwarte Mistrzostwa Europy       | Miksty                              | Anna Malinowski                     | 85                                  |
| 2009                                | San Remo                            | 4. Otwarte Mistrzostwa Europy       | Open                                | Tor Helness                         | 153                                 |
| 2009                                | San Remo                            | 4. Otwarte Mistrzostwa Europy       | Miksty                              | Gunn Tove Vist                      | 38                                  |
| 2007                                | Antalya                             | 3. Otwarte Mistrzostwa Europy       | Open                                | Erik Saelensminde                   | 218                                 |
| 2007                                | Antalya                             | 3. Otwarte Mistrzostwa Europy       | Miksty                              | Marianne Harding                    | 216                                 |
| 2005                                | Teneryfa                            | 2. Otwarte Mistrzostwa Europy       | Mikst                               | Marianne Harding                    | 213                                 |
| 2005                                | Teneryfa                            | 2. Otwarte Mistrzostwa Europy       | Open                                | Tor Helness                         | 25                                  |
| 2003                                | Mentona                             | 1. Otwarte Mistrzostwa Europy       | Open                                | Jan Petter Svendsen                 | 346                                 |
| 2003                                | Mentona                             | 1. Otwarte Mistrzostwa Europy       | Mikst                               | Suzanne Cohen                       | 26                                  |
| 1993                                | Bielefeld                           | 7. Mistrzostwa Europy Par           | Open                                | Jan Petter Svendsen                 | 171                                 |
| 1987                                | Paryż                               | 4. Mistrzostwa Europy Par           | Open                                | Geir Helgemo                        | 107                                 |

## Klasyfikacja
- Rune Hauge – klasyfikacja WBF (ang.)
- Rune Hauge – klasyfikacja EBL (ang.)